# Пёрсер, Сара
Сара Пёрсер (англ. Sarah Purser; 22 марта 1848, город-графство Дублин, Ирландия — 7 августа 1943, Дублин, Ирландия) — ирландская художница, мастер витражной живописи конца XIX-го — начала XX-го века.

## Биография
Место рождения Сары Генриетты Пёрсер — Дун-Лэаре (англ.) (прежнее название Кингстаун) в 12 км к югу от Дублина. Первые годы жизни она провела в городке Дангарван, графство Уотерфорд, на южном побережье Ирландии.
Получила образование в Швейцарии, а позднее в (Школе искусств Метрополитен (англ.) в Дублине и в Académie Julian в Париже.
Она работала главным образом как портретист. Также проявила себя в популярном на рубеже XIX-го и XX-го столетий жанре витражной живописи; в 1903 году художница была в числе основателей витражной мастерской-ассоциации en:An Túr Gloine.
Благодаря таланту и энергии художницы, а также добрым отношением со стороны Дома баронов Гор (англ.), ей очень везло с заказами, что запечатлено в её саркастическом комментарии: 

В моей жизни Британская аристократия появилась и исчезла подобно кори.— 
Она получила предложение создать витраж для церкви Христа в Пелхэме, штат Нью-Йорк.
Такие картины Сары Пёрсер, как «Ирландская Идиллия» (Ольстерский музей (англ.)) или «Le Petit Déjeuner» Национальная галерея Ирландии писатель Брюс Арнольд (англ.) в 1977 назвал «самыми прекрасными и наиболее чувственными её работами».
Она была очень активна в художественном жизни Дублина. В 1923 она стала первой женщиной-членом Королевской Ибернианской Академии.
Сара Пёрсер умело инвестировала финансы (особенно удачно в Guinness), что обеспечило ей долгую и безбедную жизнь.
Последние её годы прошли в Mespil House, Дублин, особняке в георгианском стиле с роскошными лепными потолками на Меспил Роуд (англ.), на набережной Большого Канала (англ.) (An Chanáil Mhór).
После её смерти особняк был перепланирован в отдельные в квартиры.
Она умерла 7 августа 1943. Похоронена на респектабельном кладбище на горе Джером в Дублине.